# Бузалково
Бузалково (мкд. Бузалково) је насеље у Северној Македонији, у средишњем делу државе. Бузалково је насеље у оквиру општине Велес.

## Географија
Бузалково је смештено у средишњем делу Северне Македоније. Од најближег града, Велеса, село је удаљено 12 km северозападно.
Село Бузалково се налази у историјској области Грохот, на југоисточним падинама планине Голешнице. Надморска висина насеља је приближно 510 метара.
Површина сеоског атара простире се на површини од 10,4 km².
Месна клима је континентална.

## Становништво
Бузалково је према последњем попису из 2002. године имало 1.456 становника.
Већинско становништво у насељу били су етнички Албанци (99%). До почетка 20. века Турци су чинили већину сеоског становништва, а потом су се спонтано иселили у матицу.
Претежна вероисповест месног становништва је ислам.

## Знаменитости
У селу постоји споменик НОБ-а.
Поред тога, ту су и: амбуланта, осмогодишња основна школа, пошта и продавнице.